# Byttneria osaensis
Byttneria osaensis är en malvaväxtart som beskrevs av Cristóbal. Byttneria osaensis ingår i släktet Byttneria och familjen malvaväxter. Inga underarter finns listade i Catalogue of Life.